# Kenilworth Road

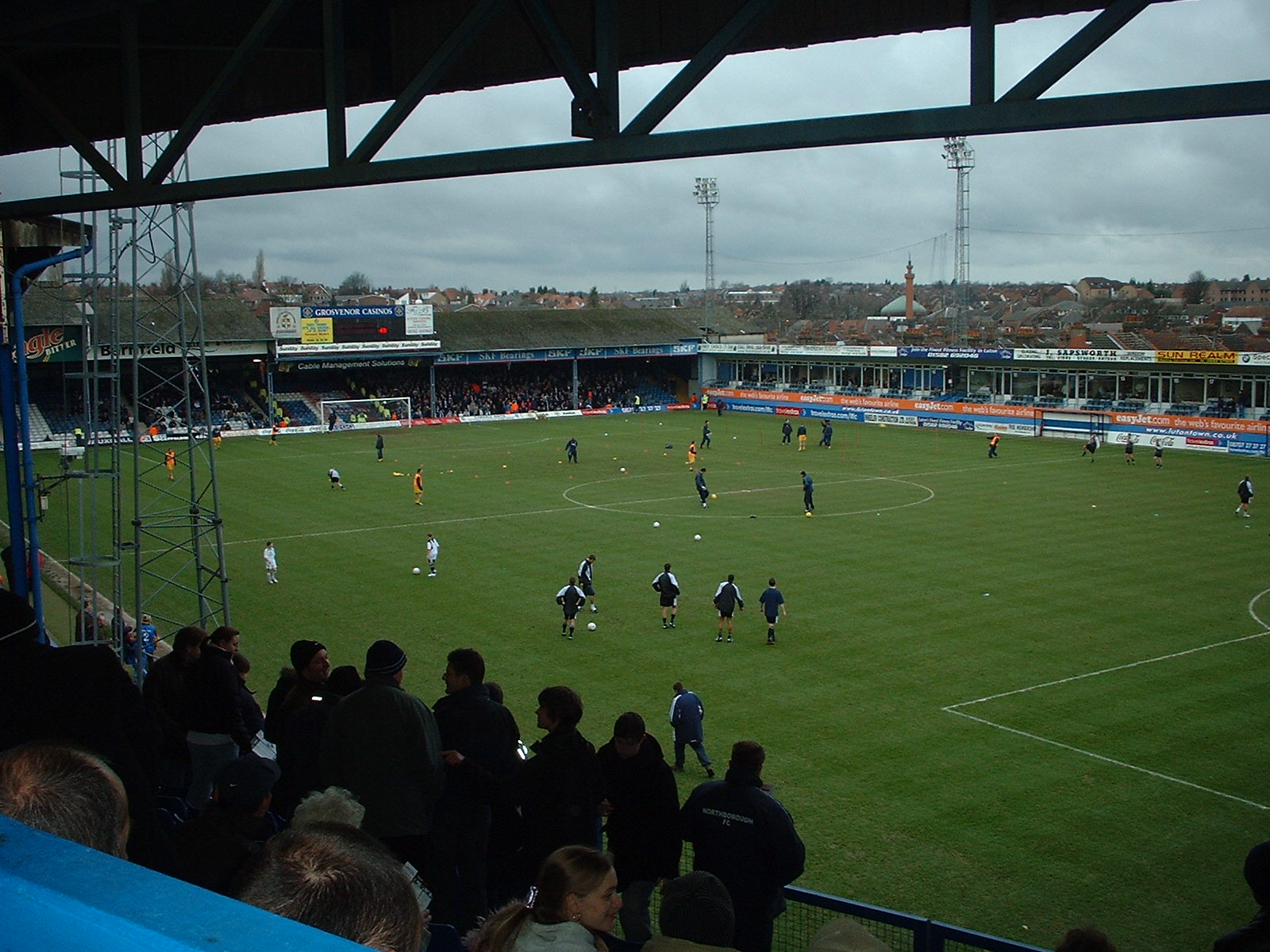
Kenilworth Road.

Kenilworth Road är en fotbollsarena i Luton i England, som är hemmaarena för Luton Town.
Arenan stod klar 1905 och har numera plats för 10 356 sittande. När man fortfarande hade ståplatser kunde man ta in över 30 000 personer. Publikrekordet är på 30 069, från en FA-cupmatch mot Blackpool 1959.